# Abolhassan Banisadr

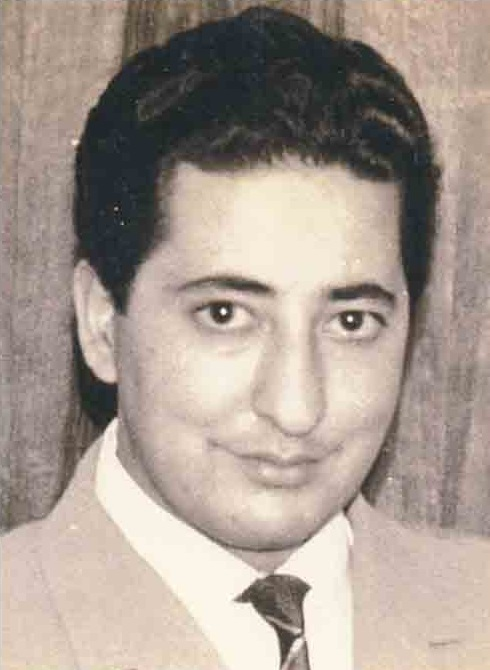
Banisadr 1958.

Abol-hassan Banisadr (persiska: ابوالحسن بنی‌صدر), född 22 mars 1933 i Hamadan, Persien, död 9 oktober 2021 i Paris, Frankrike, var en iransk politiker som var den första iranska presidenten efter iranska revolutionen. Han tillträdde den 4 februari 1980 och avsattes av parlamentet (majlis) den 21 juni 1981.

## Biografi
Banisadr hade i början av 1960-talet en ledande roll i den studentrörelse som försökte störta shahen Mohammed Reza Pahlavi. Han sattes i fängelse två gånger och skadades under ett uppror i juni 1963. Han flydde i samband med detta till Frankrike. När den oppositionelle ayatollah Ruhollah Khomeini kom till Frankrike i slutet av 1970-talet anslöt sig Banisadr till hans rörelse. Han återvände till Iran tillsammans med Khomeini i början av revolutionen i februari 1979. Efter revolutionen utnämndes han i juli 1979 till biträdande ekonomi- och finansminister i Mehdi Bazargans regering, och till ordinarie minister i november 1979. Han var också tillförordnad utrikesminister en kort period 1979.
Banisadr valdes till Irans president, den islamiska republikens första, 25 januari 1980 med 75 procent av rösterna. Hans motståndare var Ahmad Madani, Hassan Habibi, Sadegh Tabatabaee, Dariush Forouhar, Sadegh Ghotbzadeh, Kazem Sami, Mohammad Makri, Hassan Ghafourifard, och Hassan Ayat.[källa behövs] Han svors in av ayatollah Khomeini 4 februari 1980, som 6 februari 1980 utsåg honom till ordförande för revolutionsrådet. I denna egenskap utsågs han till överbefälhavare 19 februari 1980.
I augusti och september 1980 överlevde Banisadr två helikopterolyckor nära gränsen mellan Iran och Irak.
Banisadrs presidentperiod utmärktes av konflikter med fientligt inställda mullor och oerfarna chefstjänstemän i de olika ministerierna. Upprörda ledamöter av majlis, det iranska parlamentet, krävde 16 december 1980 att han skulle straffas för att ha avslöjat militära hemligheter. Khomeini avskedade honom från posten som överbefälhavare 1981 efter militära motgångar i kriget mot Irak, där han ansågs vara en svag ledare för de iranska styrkorna. Detta innebar att Khomeini fråntog presidenten kontrollen över de väpnade styrkorna och lät denna makt övergå till sitt eget ämbete.
Banisadr avsattes den 21 juni 1981 av det iranska parlamentet på grund av konflikter med mullorna och speciellt med ledaren för det juridiska systemet Mohammad Beheshti. Khomeini anses ha förmått parlamentet att avsätta Banisadr.
Några dagar senare gick Banisadr under jorden, efter att hans kontor omringats av en folkmassa som krävt hans död. Han flydde till ett gömställe i västra Iran där han skyddades av bland andra den islamiska vänsterrörelsen Folkets mujahedin. Han försökte forma en allians med olika Khomeini-fientliga organisationer för att återta makten, men gjorde till slut bedömningen att situationen var för farlig och flydde den 28 juli 1981 till Frankrike.
Hans efterträdare på presidentposten blev Mohammad Ali Rajai.
Banisadr bosatte sig i Frankrike, och hans villa i Versailles var under åren väl bevakad av fransk polis.